# Friendly’s

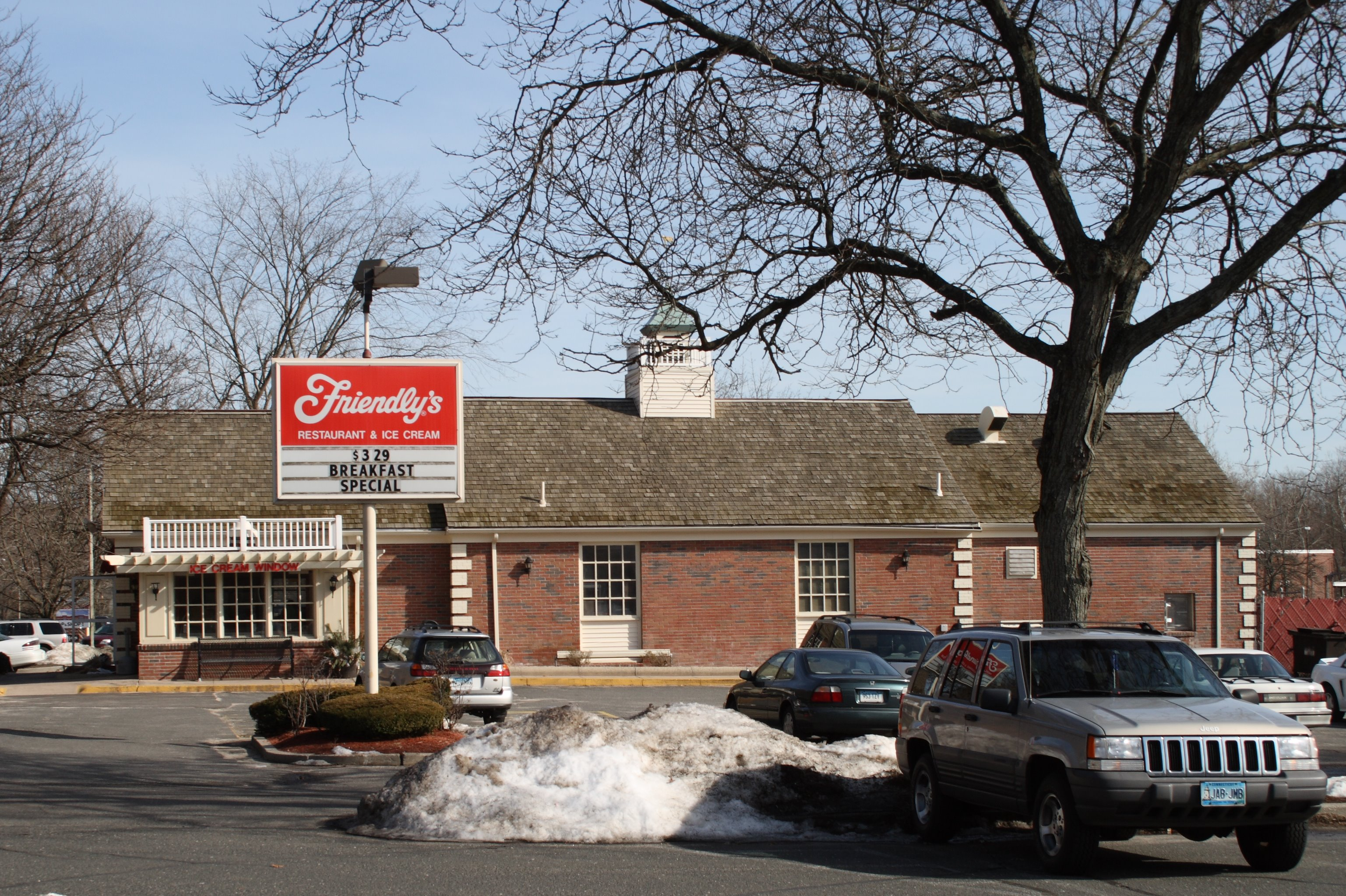
Eine typische Filiale in Unionville, Connecticut

Friendly Ice Cream Corporation ist der Eigentümer und Betreiber der Friendly's Restaurantkette, die hauptsächlich an der Ostküste der Vereinigten Staaten vorhanden ist. Das Unternehmen beschäftigt über 16.000 Mitarbeiter. Derzeitiger CEO ist Ned R. Lidvall.

## Geschichte
Friendly wurde in der Zeit der Weltwirtschaftskrise von zwei Brüdern in Springfield (Massachusetts) gegründet. 1935 eröffneten die Brüder eine kleine Eisdiele und verkauften Eis für fünf Cent. Die Brüder, nannten ihr Geschäft „Friendly“, um so eine warme Atmosphäre zu vermitteln.
1940 wurde eine zweite Friendly Filiale eröffnet, allerdings mit dem Zusatz von Lebensmitteln an das vorhandene Eis-Menü. 1951 wurden zehn weitere Friendly Restaurants, hauptsächlich im Staat Massachusetts und Connecticut, eröffnet. Die Erweiterungen des Unternehmens führten dazu, dass der Hauptsitz von Springfield nach Wilbraham verschoben wurde. Das Unternehmen wuchs schnell und hatte im Jahr 1974 rund 500 Restaurants an der Atlantikküste und im Nordosten der Vereinigten Staaten.
Schließlich wurde Friendly im Jahr 1979 an Hershey verkauft und war fortan eine Tochtergesellschaft. Hershey verkaufte allerdings nach einiger Zeit Friendly an Donald N. Smith. Ein Jahr später, 1989, änderte Smith den Namen des Restaurants, indem er ein s hinzufügte. Somit entstand der Name „Friendly's“.
2007 wurde Friendly's für 337 Millionen Dollar durch die private Investmentgesellschaft Sun Capital Partners Inc. gekauft. Seit 2008 ist Ned R. Lidvall CEO des Unternehmens.

### Konkurs
Am 29. September 2011 behauptete Reuters, dass Friendly's Chapter 11 beantragt habe. Dies wurde von der Sun Capital Partners Inc. bestätigt. 63 Filialen wurden umgehend geschlossen und 1260 Mitarbeiter entlassen. Der Grund für die Insolvenz ist der wirtschaftliche Abschwung des Landes gekoppelt mit höheren Kosten und Mieten, so das Management. Im Januar 2012 wurden 37 weitere Filialen geschlossen und 780 Mitarbeiter entlassen.

## Menü
Friendly's ist für seine Eisprodukte bekannt. Das Restaurant bietet eine Vielzahl von Eisbechern, Milchshakes und Softeis an. Zusätzlich zu diesen Eisprodukten bietet die Kette auch Frühstück, Mittagessen und Abendessen an.
Das Unternehmen produziert und verkauft, zusätzlich zu ihrem Restaurants, auch Speiseeis für mehr als 4.000 Supermärkte in den USA.